# Жуан Барбоза Родрігес
Жуан Барбоза Родрігес (порт. João Barbosa Rodrigues; 1842–1909) — бразильський ботанік. Відомий своїми роботами над орхідеями та пальмами. Майже два десятиліття він був директором Ботанічного саду Ріо-де-Жанейро. Він також зробив внесок в етнографію, географію, лінгвістику, зоологію та літературу своєї країни.

## Біографія
Родрігес народився 22 червня 1842 року в Сан-Гонсало-ду-Сапукай у штаті Мінас-Жерайс. У 1858 році ого сім'я переїхала в Ріо. Його батько був португальським купцем, а мати бразилькою індійського походження. У нього було кілька братів і сестер. Освіту здобув в Центральній інженерній школі в Ріо-де-Жанейро.
Спочатку Родрігес став викладачем малювання в коледжі Педру II, який спеціалізувався на ботаніці, під керівництвом Франциско Фрейре Аллемау-і-Кіснейру . У 1868 році розпочав свої ботанічні експедиції. У 1871 році уряд Бразилії доручив йому дослідити басейн Амазонки та вивчити місцеві пальми. Ця експедиція тривала понад три роки. На початку 1890-х він створив майже 900 кольорових зображень бразильських орхідей, але через брак фінансування не опублікував їх. Родрігес опублікував описи понад 540 нових орхідей та 28 нових родів у двотомному творі «Genera et species orchidearum novarum» (1877/1881).
Коньйо надав британському художнику-ботаніку Гаррієт Енн Хукер Тіелтон-Даєр доступ до малюнків Родрігеса, якими він володів, і приблизно 550 з них вона скопіювала для колекції садів Кью до повернення їх до Бразилії. На жаль, оригінальні малюнки зникли десь після смерті Родрігеса, і тепер вони втрачені, що робить копії Тіелтона-Даєра унікально цінним джерелом творів Родрігеса.
У 1875 році Родрігес опублікував «Enumeratio Palmarum Novarum», описуючи ряд нових таксонів пальм. У 1903 році Родрігес опублікував роботу «Setum Palmarum Brasiliensis». Це була ревізія понад 380 видів пальм, 166 з яких були нещодавно описані. Фінансований урядом Бразилії, монографія надрукована у Бельгії.
У 1883 році йому було доручено організувати та керувати новим ботанічним музеєм Амазонки в Манаусі, який відкрився під спонсорством принцеси Ізабель. Незважаючи на своє королівський патронаж, музей мав фінансові проблеми і закрився в 1890 році, а Родрігес перейшов на посаду директора Ботанічного саду Ріо-де-Жанейро, посаду, яку він обіймав до своєї смерті. На піку свого розвитку Ботанічний музей Амазонки зберігав близько 10 000 ботанічних зразків, майже всі з яких були втрачені під час закриття музею.
Під час керівництва ботанічним садом Ріо-де-Жанейро Родрігес побудував оранжерею та бібліотеку, відвів річку, води якої мали тенденцію заливати сад, відкрив та озеленив нові ділянки саду, посадив дендропарк, значно збільшив розміри колекції живих рослин і вжив заходів до організації гербарію. Він започаткував журнал «Contributions du Jardin Botanique du Rio Rio Janeiro» для публікації наукової роботи ботанічного саду.
Родрігес помер 6 березня 1909 року.

## Особисте життя
Родрігес одружився у віці 20 років, але незабаром втратив дружину через туберкульоз. Через кілька років він знову одружився і знову швидко овдовів, на цей раз залишившись із маленькою донькою. Його третій шлюб з Констансою Паккою тривав багато років і в них народилося ще сім дочок і шестеро синів. На честь дружини він назвав рід орхідей Constantia  .

## Спадщина
На честь науковця названо роди рослин Barbosa, Barbosella, Barbrodria та Brodriguesia. На його честь також названий бразильський ботанічний журнал «Rodriguésia», як і гербарій Barbosa Rodrigues в Ітажаї.
У сторічний ювілей з дня його народження на його честь було названо музей ботаніки Жуана Барбози Родрігеса у ботанічному саду Ріо-де-Жанейро.
У 1996 році вперше опублікована його праця «Iconograhie des orchidées du Brésil», над якою він почав працювати у 1860-х роках.